# 惠須取町

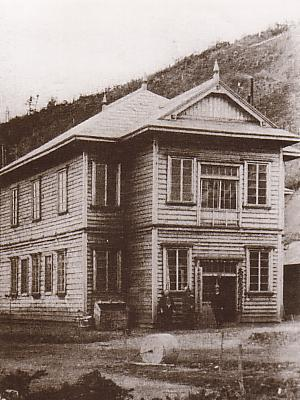
惠須取町公所

惠須取町（日语：／ Esutoru chō */?）是日本領有下的樺太廳的一個已不存在的町。名稱來自於阿伊努語的「e-si-turi」（伸長的地方）或「etu-ut-or」（海岬旁邊）。

## 概要
面向韃靼海峡，位于惠須取川河口。與真岡町並為樺太西海岸的中心都市。本來預定在1945年（昭和20年）10月1日施行市制，后因蘇聯占領沒有實現。1937年（昭和12年）末人口有31959人。